# Kersoe
Kersoe – osada w Anglii, w hrabstwie Worcestershire, w dystrykcie Wychavon. Leży 21 km na południowy wschód od miasta Worcester i 144 km na północny zachód od Londynu.